# Línea 40 de TMB
La línea 40 fue una línea regular de autobús urbano de la ciudad de Barcelona, gestionada por la empresa TMB. Hace su recorrido entre la Pl. Urquinaona y Trinidad Vieja, desde el 18/11/13 con la entrada en funcionamiento de la segunda fase de la NXB.

## Otros datos
| Prestación                  | Disponibilidad en la línea |
| --------------------------- | -------------------------- |
| Adaptada a                  | Sí                         |
| TMB iBus (tiempo de espera) | Sí                         |
| Pantallas informativas      | Sí                         |
| Línea de tránsito rápido    | No                         |
| Circula en días festivos    | Sí                         |